# Декатрон

Декатрон в процессе счёта

Декатро́н — многоэлектродная лампа тлеющего разряда с холодным катодом, предназначенная для работы в цифровых схемах счётчиков, регистров сдвига, коммутаторов (коммутирующие декатроны), делителей частоты. Как правило, на одной лампе реализуется десятиразрядный (декадный) счётчик, от этого и происходит название лампы (дека-: десять).
Декатроны были вытеснены полупроводниковыми интегральными схемами в 1970-е годы.

## Устройство и принцип действия

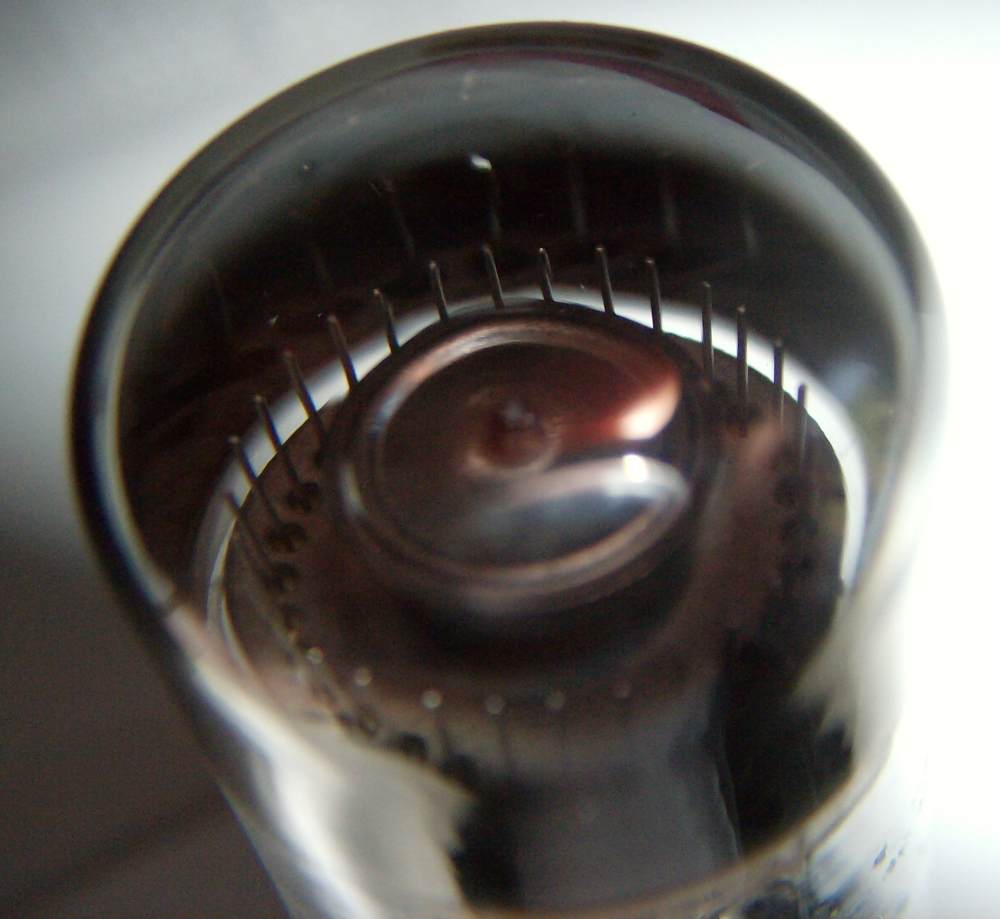
Анод (в центре), катоды и подкатоды декатрона

Принцип действия двухимпульсного декатрона. N, N+1 — индикаторные катоды. Ф1, Ф2 — шины первого и второго подкатодов.

Наиболее проста конструкция двухимпульсного реверсивного декатрона. Вокруг единственного дискового анода расположены десять изолированных штырьков — индикаторные катоды. Между каждой парой соседних индикаторных катодов расположены два так называемых подкатода — первый и второй. Все первые и все вторые подкатоды электрически объединены двумя подкатодными шинами. Выходное напряжение снимается с резисторов, включенных между катодами и «землёй». Таким образом, 10-разрядный счётчик-коммутатор имеет 13 электрических выводов (анод, 10 катодов и 2 группы подкатодов). Существуют также декатроны-делители, в которых только один из десяти катодов имеет внешний вывод.
В состоянии покоя на подкатоды подаётся относительно небольшое положительное смещение относительно индикаторных катодов (30—40 вольт). При подаче на анод постоянного положительного напряжения, достаточного для возникновения тлеющего разряда (130—150 В для медленных декатронов, заполненных смесью инертных газов, или 420—450 В для быстродействующих декатронов, заполненных водородом), разряд возникает между анодом и одним из индикаторных катодов. Разряд не может перейти ни на подкатоды (из-за положительного смещения), ни на соседние индикаторные катоды (подкатоды образуют эффективный барьер, а анодное сопротивление ограничивает ток разряда). Для того, чтобы счёт начинался именно с нулевого катода, а не с произвольно загоревшегося, на нулевой катод подаётся сбрасывающий импульс напряжением 100—150 В.
Для перемещения разряда на соседний катод следует вначале подать короткий отрицательный импульс на первый подкатод. Амплитуда импульса должна быть достаточна, чтобы потенциал подкатода опустился ниже потенциала катодов. Как только смещение на подкатоде становится отрицательным, разряд перемещается с катода на подкатод. Следующий отрицательный импульс подаётся на второй подкатод с небольшим перекрытием относительно первого, в результате разряд перескакивает на второй подкатод. При снятии второго импульса потенциал второго подкатода возрастает и разряд перескакивает на ближайший индикаторный катод. Хотя все катоды находятся под одним и тем же напряжением относительно общего подкатода, загорается только тот катод, который ближе всего к ионизированной зоне.
После подачи десяти пар управляющих импульсов разряд описывает полный круг. Если конструкция подкатодов симметрична, то лампа может сдвигать разряд между катодами как по часовой стрелке, так и против неё — для этого достаточно подавать первый импульс на второй подкатод, а второй импульс — на первый подкатод.

## Советские декатроны
Советские декатроны представлены различными моделями, отличающимися габаритами, видом цоколя, устройством, предельной частотой счёта, продолжительностью наработки и иными параметрами, видом газового наполнения, и, соответственно, цветом свечения.
Оранжево-красный цвет свечения имеют декатроны А101, А102, ОГ4, ОГ9, А201.
Голубой цвет свечения имеет декатрон А107.
Синий цвет свечения имеют декатроны А109, А110, ОГ7, ОГ8.
Фиолетово-синий цвет свечения имеют декатроны А103, А108.
Фиолетовый цвет свечения имеют декатроны ОГ3.

## Особенности применения
- Скорость счёта ограничена 10…100 кГц для быстрых декатронов с водородным наполнением и единицами килогерц — для декатронов, заполненных инертными газами. При этом водородные декатроны менее надёжны и стабильны.
- При долговременном удерживании разряда на одном из катодов ухудшаются эмиссионные свойства других катодов, и декатрон «стареет», однако это старение до определённого предела обратимо. Декатроны восстанавливаются при быстром счёте, поэтому конструкторы многоразрядных счётчиков рекомендовали периодическую смену приборов в разных разрядах.
- Анодный ток декатронов ограничен значениями в десятые доли и единицы миллиампер, при этом для увеличения срока службы рекомендуется выбирать рабочий ток анодов примерно в половину от максимально допустимого тока.
- При эксплуатации следует строго соблюдать последовательность включения — вначале смещение, затем анодное напряжение, и в последнюю очередь — импульс сброса.
- При построении многоразрядных счётчиков декатроны нельзя соединять между собой непосредственно. Обязателен согласующий межкаскадный усилитель, выполненный на лампе, тиратроне или транзисторе.